# Amalie von Nassau-Weilburg

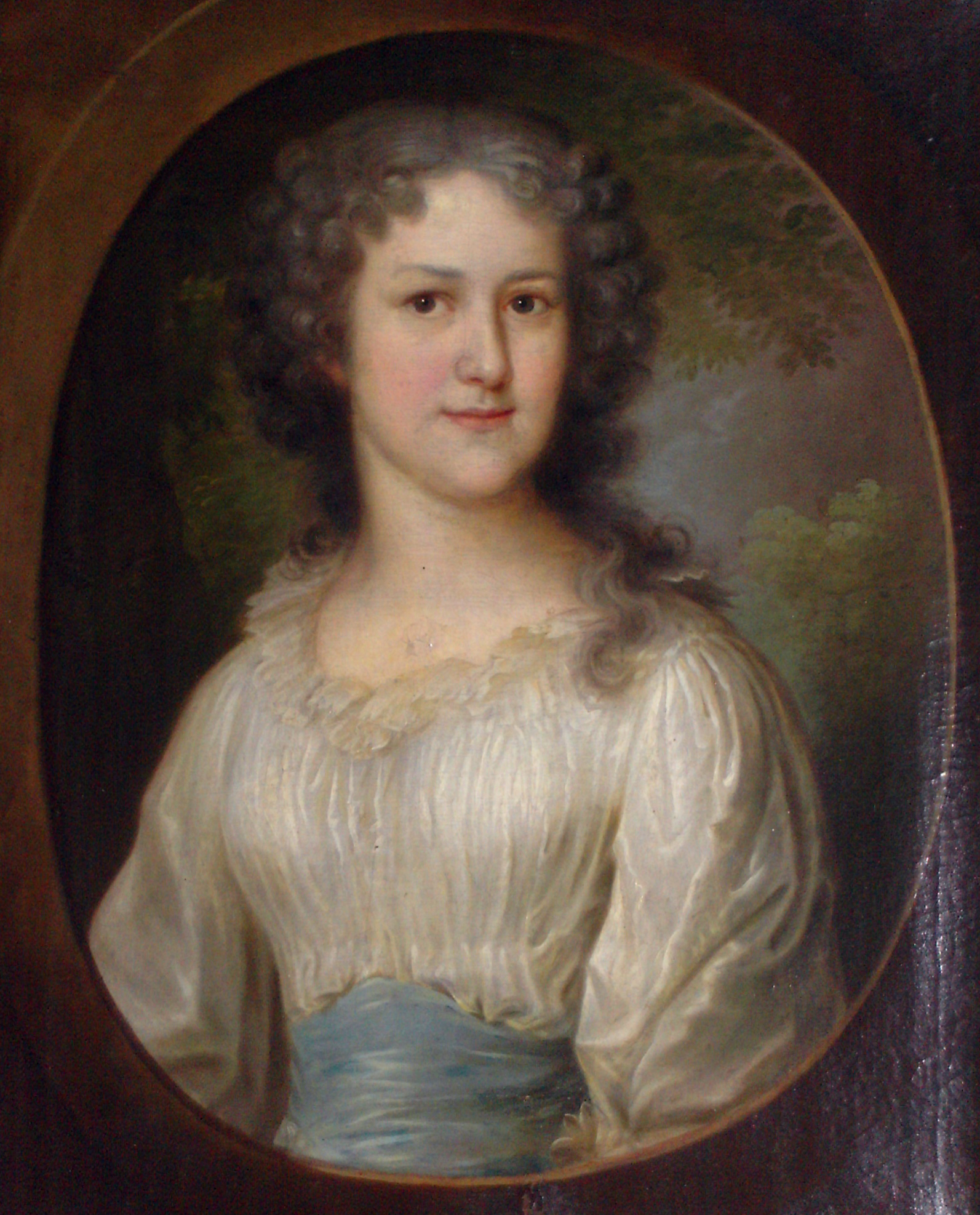
Amalie von Nassau-Weilburg, gemalt von Johann Schlesinger

Amalie von Nassau-Weilburg (* 7. August 1776 in Kirchheimbolanden; † 19. Februar 1841 in Schloss Schaumburg an der Lahn) war durch Heirat Fürstin von Anhalt-Bernburg-Schaumburg-Hoym.

## Leben
Sie war die Tochter von Fürst Karl Christian von Nassau-Weilburg und Wilhelmina Karolina von Oranien-Nassau, Prinzessin von Orange.

## Ehe und Nachkommen
Am 29. Oktober 1793 heiratete sie in Weilburg Fürst Victor Karl Friedrich von Anhalt-Bernburg-Schaumburg-Hoym (* 2. November 1767; † 22. April 1812). Aus dieser Ehe gingen vier Töchter hervor. In zweiter Ehe heiratete sie am 15. Februar 1813 Freiherr Friedrich von Stein-Liebenstein zu Barchfeld (* 14. Februar 1777; † 4. Dezember 1849).
- Hermine von Anhalt-Bernburg-Schaumburg-Hoym (1797–1817) – verheiratet 1815 mit Erzherzog Joseph von Österreich
- Adelheid von Anhalt-Bernburg-Schaumburg-Hoym (1800–1820) – verheiratet 1817 mit Herzog August von Oldenburg
- Emma von Anhalt-Bernburg-Schaumburg-Hoym (1802–1858) – verheiratet 1823 mit Fürst Georg II. zu Waldeck und Pyrmont
- Ida von Anhalt-Bernburg-Schaumburg-Hoym (1804–1828) – verheiratet 1825 mit Herzog August von Oldenburg